# Betelgez
Betelgez, poznata i kao α Orionis je velika zvijezda u zviježđu Orion. Ostali nazivi su: Betelgeuse; Betelguex; Betelgeuze; Beteiguex; Al Mankib. Poznat je pod nazivom rame Oriona. Zvijezda Betelgez je crveni div koji je od našeg Sunca veći 55000 puta. Zvijezda se okreće 150 puta brže nego što bi to činila obična zvijezda njene veličine. Deveta je po sjaju na noćnome nebu. Polupravilno je promjenljiva sjaja s periodima između 150 i 300 dana, prividne prosječne magnitude –2,99. Udaljen je oko 220 parseka (oko 700 svjetlosnih godina) od Zemlje a približava se radijalnom brzinom od 21,9 km/s. Površinska mu je temperatura 3590 K. Smatra se da je star približno osam milijuna godina.

## Nagli pad sjaja
Krajem 2019. godine zvijezda Betelgez odjednom je potamnjela, sjaji najslabije u 21. stoljeću. Betelgez je jedna od najvećih zvijezda koje poznajemo, njen polumjer jednak je udaljenosti Marsa od našeg Sunca ili možda čak i Jupitera. Crveni div poput Betelgeza živi brzo i umire mlad, potroši svoje vodikovo gorivo za manje od 10 milijuna godina. Pri svome kraju eksplodira u supernovu - iznimno snažnu eksploziju u kojoj se oslobađa dovoljno energije da svojim sjajem zasjeni ostatak galaksije. Takva bi se eksplozija mogla dogoditi za 100.000 godina, ali možda i ranije, možda čak i danas. Prividna magnituda je pala s 0,6 na 1,5. Moguće objašnjenje naglog pada sjaja je to da uskoro će postati supernova ili samo prolazi tamni oblak prašine ispred nje. Ako Betelgez eksplodira, bit će sjajan kao pun Mjesec (magnitude -11 ili -12). Krajem veljače 2020. Betelgezov sjaj je prestao padati i počeo postajati sve svjetliji. Znanstvenici priznaju da su predviđanja da je zvijezda mogla eksplodirati bila preuranjena.

## Vanjske poveznice
- Spektar zvijezde Betelgeuse
- Usporedba s drugim nebeskim tijelima
- Slike  Arhivirana inačica izvorne stranice od 10. kolovoza 2009. (Wayback Machine)